# Liste der Kulturdenkmale in Buchfart
In der Liste der Kulturdenkmale in Buchfart sind alle Kulturdenkmale der thüringischen Gemeinde Buchfart (Landkreis Weimarer Land) und ihrer Ortsteilen aufgelistet (Stand: 26. April 2012).

## Buchfart
Denkmalensemble
| Bild            | Bezeichnung                                                                                       | Lage    | Datierung | Beschreibung | ID |
| --------------- | ------------------------------------------------------------------------------------------------- | ------- | --------- | ------------ | -- |
| Fotos hochladen | Ortsteil links der Ilm mit: - Bei der Kirche - Brauhausgasse - Weimarische Straße 1 * 11, 13 – 21 | (Karte) |           |              |    |

Einzeldenkmal
| Bild                           | Bezeichnung                   | Lage                                 | Datierung | Beschreibung | ID |
| ------------------------------ | ----------------------------- | ------------------------------------ | --------- | --- | -- |
| weitere Bilder Fotos hochladen | Kirche mit Kirchhof           | An der Kirche (Karte)                |           | |    |
| Fotos hochladen                | Forsthaus                     | Am Buhrfelde 36 (Karte)              |           | |    |
| Fotos hochladen                | Pfarrhof                      | Brauhausgasse 14 (Karte)             |           | |    |
| Fotos hochladen                | Wohnhaus                      | Am Schloßberg 49 (Karte)             |           | |    |
| Fotos hochladen                | Gaststätte Balsamine          | Am Schloßberg 50 (Karte)             |           | Die Balsamine ist ein Waldgasthaus am Südhang des Schlossberges mit schöner Aussicht auf Buchfart gelegen. Es ist ein beliebtes Ausflugsziel der Umgebung und über Wanderwege oder mit dem Auto zu erreichen. |    |
| weitere Bilder Fotos hochladen | Mühle, Gehöft und Mahltechnik | Weimarische Straße 1 und 1 a (Karte) |           | |    |
| weitere Bilder Fotos hochladen | Ilmbrücke                     | Weimarische Straße (Karte)           |           | |    |

Bodendenkmal
| Bild                           | Bezeichnung             | Lage | Datierung | Beschreibung | ID |
| ------------------------------ | ----------------------- | --- | --------- | ------------ | -- |
| weitere Bilder Fotos hochladen | Höhlenburg, Schlossberg | Steilhang im Wellenkalk des unteren Muschelkalkes, nördlich der Ilm, 1 km westnordwestlich von Buchfart (Karte) |           |              |    |

## Quelle
- Denkmalliste Landkreis Weimarer Land. (PDF; 929 kB) weimarerland.de

- Karte mit allen Koordinaten:
- OSM |
- WikiMap